# Best of Gloria Estefan
Best of Gloria Estefan —en español: Lo mejor de Gloria Estefan— es el tercer álbum recopilatorio y vigésimo en general de la cantante cubana Gloria Estefan después de Éxitos y Gloria Greatest Hits. Fue lanzado el 17 de febrero de 1997, bajo el sello Epic Records. La compilación fue editada solamente en Francia y Suiza.

## Información general
Este álbum fue lanzado en primer lugar en Francia exclusivamente. Sin embargo, debido al éxito del sencillo "Te Be Mine (Party Time)" la compilación fue relanzada de nuevo en Francia un año después y esta vez extendiéndose a Suiza y los países del Benelux.
El álbum se posicionó en el puesto número 4 en Francia en la lista Top 100 Albums con el primer lanzamiento y con el segundo lanzamiento alcanzó el puesto número 3 del Top 100 Albums, siendo el más alto que haya alcanzado Gloria Estefan en esta lista. En Suiza llegó al puesto número 40 de la lista Schweizer Hitparade.
Para promocionar el álbum no se lanzó ningún sencillo.

## Lista de canciones
| Best of Gloria Estefan |                                                  |          |  |
| N.º                    | Título                                           | Duración |  |
| 1.                     | «Conga»                                          | 4:22     |  |
| 2.                     | «Dr. Beat»                                       | 4:15     |  |
| 3.                     | «Anything For You»                               | 3:59     |  |
| 4.                     | «1-2-3 (Remix»                                   | 3:34     |  |
| 5.                     | «Rhythm Is Gonna Get You»                        | 3:55     |  |
| 6.                     | «Here We Are»                                    | 4:50     |  |
| 7.                     | «Don't Wanna Lose You»                           | 4:09     |  |
| 8.                     | «Get on Your Feet»                               | 3:58     |  |
| 9.                     | «Oye mi Canto (Hear my Voice) (Spanish Version)» | 4:55     |  |
| 10.                    | «Coming Out of the Dark»                         | 4:44     |  |
| 11.                    | «Con Los Años Que Me Quedan»                     | 4:36     |  |
| 12.                    | «Mi Tierra»                                      | 4:38     |  |
| 13.                    | «Montuno»                                        | 4:56     |  |
| 14.                    | «Ayer»                                           | 5:14     |  |
| 15.                    | «Abriendo Puertas»                               | 3:52     |  |
| 16.                    | «Everlasting Love»                               | 4:01     |  |
| 69:38                  |                                                  |          |  |

| Reedición de 1998 con la pista adicional «You'll Be Mine (Party Time) (Single Mix)» |                                                  |          |  |
| N.º                                                                                 | Título                                           | Duración |  |
| 1.                                                                                  | «You'll Be Mine (Party Time) (Single Mix)»       | 4:01     |  |
| 2.                                                                                  | «Conga»                                          | 4:22     |  |
| 3.                                                                                  | «Dr. Beat»                                       | 4:15     |  |
| 4.                                                                                  | «Anything For You»                               | 3:59     |  |
| 5.                                                                                  | «1-2-3 (Remix»                                   | 3:34     |  |
| 6.                                                                                  | «Rhythm Is Gonna Get You»                        | 3:55     |  |
| 7.                                                                                  | «Here We Are»                                    | 4:50     |  |
| 8.                                                                                  | «Don't Wanna Lose You»                           | 4:09     |  |
| 9.                                                                                  | «Get on Your Feet»                               | 3:58     |  |
| 10.                                                                                 | «Oye mi Canto (Hear my Voice) (Spanish Version)» | 4:55     |  |
| 11.                                                                                 | «Coming Out of the Dark»                         | 4:44     |  |
| 12.                                                                                 | «Con Los Años Que Me Quedan»                     | 4:36     |  |
| 13.                                                                                 | «Mi Tierra»                                      | 4:38     |  |
| 14.                                                                                 | «Montuno»                                        | 4:56     |  |
| 15.                                                                                 | «Ayer»                                           | 5:14     |  |
| 16.                                                                                 | «Abriendo Puertas»                               | 3:52     |  |
| 17.                                                                                 | «Everlasting Love»                               | 4:01     |  |
| 74:32                                                                               |                                                  |          |  |

## Listas

### Listas (1997)
| País    | Lista          | Posición |
| ------- | -------------- | -------- |
| Francia | Top 100 Albums | 4        |

### Listas (1998)
| País    | Lista               | Posición |
| ------- | ------------------- | -------- |
| Francia | Top 100 Albums      | 3        |
| Suiza   | Schweizer Hitparade | 40       |